# Никанор Иванович Босой
Никанор Иванович Босой (в ранних версиях — Никодим Григорьевич Поротый) — персонаж романа Михаила Булгакова «Мастер и Маргарита». Председатель жилищного товарищества дома № 302-бис по Садовой улице. Персонаж входит в галерею булгаковских управдомов, среди которых — Швондер «Собачье сердце», Бунша-Корецкий «Иван Васильевич» и другие. Согласно сюжету, Никанор Иванович Босой становится жертвой коровьевских шуток. Согласившись поселить в доме № 302-бис на Садовой улице некоего иностранца Воланда, управдом получает от Коровьева взятку. Советские рубли при появлении в квартире Босого представителей НКВД превращаются в доллары. Эпизоды, связанные с наказанием за хранение валюты, соотносятся с начавшейся в 1929 году кампанией по изъятию у населения драгоценностей и иностранных денег. Сцены, воспроизводящие сны управдома, в которых чекисты призывают граждан сдавать валюту, написаны, вероятно, под влиянием рассказов друга Булгакова — литературоведа Николая Лямина, попавшего в 1931 году в тюрьму. В кинематографе образ Никанора Ивановича Босого воплотили Леонид Куравлёв, Валерий Золотухин.

## Персонаж в сюжете романа
Никанор Иванович Босой является центральным действующим лицом девятой главы «Мастера и Маргариты», называемой «Коровьевские штуки». Будучи председателем жилищного товарищества дома 302-бис по Садовой улице, Босой приходит в «нехорошую квартиру», где после гибели Берлиоза поселяются Воланд и его свита. В запечатанном кабинете Берлиоза Никанор Иванович обнаруживает «тощего и длинного гражданина в клетчатом пиджачке», который представляется Коровьевым — переводчиком «при особе иностранца, имеющем резиденцию в этой квартире». Попытка управдома установить с незнакомцем контакт на официальном уровне не удаётся: Коровьев уклоняется от прямых вопросов и ведёт диалог с использованием каламбуров, шуток и прибауток («Да не хотите ли закусить, Никанор Иванович? Без церемоний! А?»). Под напором «переводчика» Босой, человек в целом осторожный, соглашается от имени жилтоварищества сдать иностранцу квартиру № 50 за 5000 рублей; вместе с этой суммой он получает контрамарку на представление в театр Варьете и «толстую хрустнувшую пачку» — взятку в четыреста рублей. По замечанию доктора филологических наук Игоря Урюпина, в этом эпизоде Коровьев «потешается над мздоимством и сребролюбием» управдома.

 А затем председатель, какой-то расслабленный и даже разбитый, оказался на лестнице. Вихрь мыслей бушевал у него в голове. Тут вертелась и вилла в Ницце, и дрессированный кот, и мысль о том, что свидетелей действительно не было, и что Пелагея Антоновна обрадуется контрамарке. — Фрагмент романа «Мастер и Маргарита»
В образе Никанора Ивановича исследователи выделяют и такие качества, как любовь к еде и выпивке. Спрятав по возвращении домой деньги в вентиляционном ходе уборной, Босой усаживается за стол, выпивает два лафитника водки и готовится приступить к принесённому супругой «огненному» борщу, в гуще которого «находится то, чего вкуснее нет в мире, — мозговая кость». От обеда управдома отрывают сотрудники НКВД. Прибыв в его квартиру № 35 после «сигнала» Коровьева, они обнаруживают в тайнике председателя домкома не рубли, а доллары. Подробности задержания Босого излагаются в пятнадцатой главе («Сон Никанора Ивановича»), в которой персонаж пытается отречься от валюты: «Брал, но брал нашими, советскими! Прописывал за деньги, не спорю, бывало». После допроса управдом попадает в психиатрическую клинику профессора Стравинского. Там герой видит сон, где его, как и других мужчин, находящихся в некоем театре, призывают сдавать валюту. Этот антураж, по словам Игоря Урюпина, является знаменательной деталью — «в древней русской культуре театр связывался с „бесовскими играми“».

## Внешность. Черты характера
Булгаков описывает Никанора Ивановича Босого как человека тучного, называет его «толстяком с багровой физиономией». По словам литературоведа Бориса Соколова, тучность персонажа, вероятно, является следствием его чревоугодия, а лицо приобретает густо-красный цвет в тот момент, когда управдом испытывает потрясение из-за метаморфозы с деньгами, спрятанными в уборной, и последовавшим затем арестом. Воланд в разговоре с Коровьевым характеризует председателя жилтоварищества как «выжигу и плута»; исследователи добавляют, что Босой — ещё и «полуграмотный хапуга».

## Создание образа. Исторические предпосылки
Образ председателя жилтоварищества, именовавшегося в ранней редакции романа Никодимом Григорьевичем Поротым, создавался Булгаковым на фоне начавшейся в 1929 году в СССР кампании по изъятию у граждан драгоценностей и валюты. Предполагаемых держателей валюты в некоторых случаях помещали в тюремные камеры и кормили солёной едой с минимумом воды. В числе задержанных оказался и близкий друг Булгакова — литературовед Николай Лямин. Согласно записям его жены — художницы Наталии Ушаковой, в 1931 году Лямин провёл в заключении около двух недель: «Николая Николаевича тоже вызвали. Уж не знаю, почему они решили, что у нас что-то есть». Ни валюты, ни золота у литературоведа не нашли. Впечатления Лямина о пребывании в тюрьме легли в основу главы про «театральный» сон Босого — Булгаков записал рассказ друга, по утверждению Ушаковой, «почти слово в слово».

Никанор Иванович выступает как актёр, и его позорят и унижают перед публикой воображаемого онирического театра. Весь фантастический материал представлен как рассказ в рассказе, где основной темой является коллективный суд, вызывающий в памяти образы Кафки, и который даётся писателем как спектакль, где подсудимые исполняют роли актёров. Этот сон — лишь один из множества примеров снов-гротесков, берущих своё начало в социальной и политической действительности того времени.— Д. Спендель де Варда
Первая редакция главы про сон Никанора Ивановича под названием «Замок чудес» была написана в сентябре 1933 года. Лямин, по всей видимости, был знаком с её содержанием. В последующие годы текст главы неоднократно менялся — автор, в частности, исключил из неё некоторые острые политические подробности. В июле 1936 года Булгаков приступил к главе «Последний полёт», содержавшей слова Воланда, обращённые к Мастеру: «Исчезнет из памяти дом на Садовой, страшный Босой, но исчезнет мысль о Га-Ноцри и о прощённом игемоне». Босому, по данным исследователей, изначально была уготована в сюжете романа достаточно зловещая роль: он должен быть предстать не только взяточником, но и осведомителем, негативно повлиявшим на судьбу Мастера. Однако в окончательном тексте управдом лишён страшных качеств — он выглядит, скорее, как фигура юмористическая. Не исключено, что те качества, которыми автор планировал наделить Босого, во время работы над романом перешли к другому персонажу — доносчику Алоизию Могарычу, поселившемуся в подвальчике Мастера.
Не только Никанор Иванович Босой, но и другие персонажи «Мастера и Маргариты» пострадали в результате кампании по изъятию валюты — она, как отмечал исследователь Игорь Чуднов, стала для них «настоящим проклятием». К примеру, пролившую масло Аннушку задержали в магазине на Арбате в тот момент, когда героиня пыталась расплатиться с кассиршей долларами, в которые внезапно превратились советские червонцы. С подобной метаморфозой столкнулся и бухгалтер театра Варьете Василий Степанович Ласточкин: сдавая выручку, он вместо рублей обнаружил у себя «пачки канадских долларов, английских фунтов, голландских гульденов, латвийских лат, эстонских крон».

## Литературные параллели

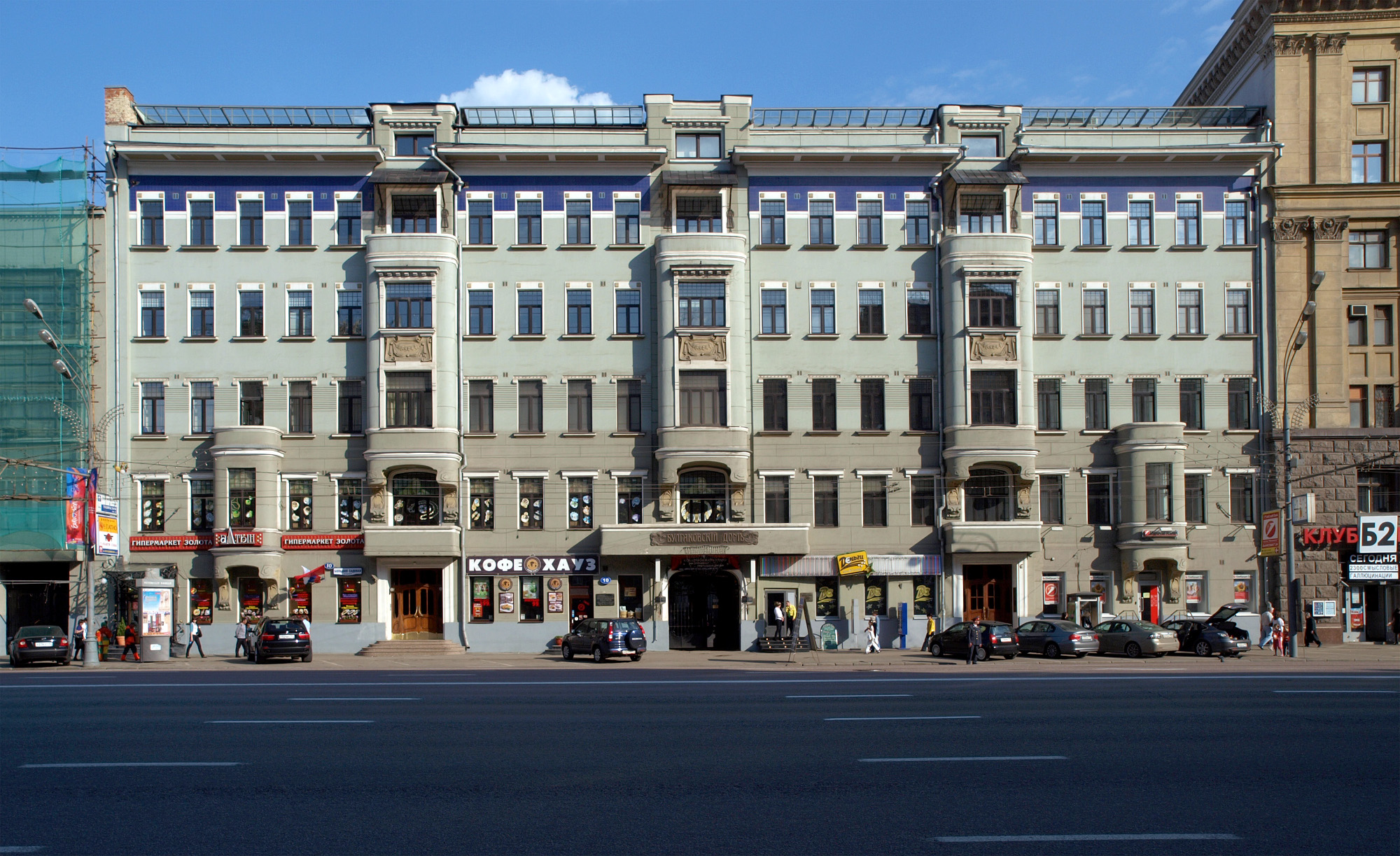
Москва, Большая Садовая улица, № 10 — дом, где в 1921—1924 годах жил Булгаков. Ныне — музей Михаила Булгакова

Образ плутоватого управдома, появившийся в советской сатирической литературе в 1920—1930-х годах, присутствует не только в «Мастере и Маргарите», но и в других произведениях Булгакова. Никанор Иванович Босой входит в ту же галерею типажей, что и председатель домоуправления «в барашковой шапке» из раннего булгаковского рассказа «Воспоминание» (в его основе — реальный эпизод, связанный с пропиской автора и его жены), Швондер из «Собачьего сердце», Иван Васильевич Бунша-Корецкий из пьесы «Иван Васильевич», Анисим Зотикович Аллилуйя из «Зойкиной квартиры».
Свидетельством того, насколько раздражали Булгакова руководители развязного и «воинственного» жилтоварищества дома № 10 на Большой Садовой, где он проживал в начале 1920-х годов, являются письма. В них писатель сообщал сестре Надежде о «тёплой компании» домоуправления, с которой у жильцов периодически возникали конфликты. Один из представителей «конторы», некто С., по признанию Булгакова, довёл его «до белого каления». Управляющим доходным домом на Большой Садовой был Илья Вениаминович Сакизчи (в рассказе Булгакова «№ 13. Дом Эльпит-Рабкоммуна» он представлен по фамилии Христи). Несмотря на то, что Никанор Иванович мало напоминает деятельного Сакизчи, в образ Босого автор, вероятно, вложил своё отношение к «тёплой компании», управлявшей жилтовариществом дома № 10.
Эпизод, когда Никанор Иванович Босой громко раскаивается в содеянном («Прямо скажем, все воры в домоуправлении. Но валюты я не брал!»), перекликается со сценой из рассказа Михаила Зощенко «Собачий нюх», герой которого, тоже управдом, падает на колени и принародно сознаётся: «Вяжите, — говорит, — меня, люди добрые, сознательные граждане. Я, говорит, за воду деньги собрал, а те деньги на прихоти свои истратил». Другая параллель — с эпизодом из «Братьев Карамазовых» Фёдора Достоевского (поиски чёрта Иваном Карамазовым в кабинете у следователя) — обнаруживается в сцене допроса управдома в НКВД: Босой пытается убедить чекистов, что необходимо начать поимку Коровьева: «Вон он! Вон он за шкафом! Вот ухмыляется! И пенсне его… Держите его! Окропить помещение!» Оба персонажа в конечном итоге теряют рассудок. При этом образ Никанора Ивановича «пародийно снижен» на фоне героя Достоевского.
Сразу два исследователя — Евгений Яблоков и Борис Вахтин — обратили внимание на своеобразные «ономастические игры» в «Мастере и Маргарите» и явную отсылку ряда имён к гоголевским произведениям — «Мёртвым душам», «Повести о том, как поссорился Иван Иванович с Иваном Никифоровичем». У Гоголя есть немало героев, именуемых Иванами, с отчеством Иванович. В булгаковском романе действуют поэт Иван Николаевич Бездомный (Понырев), «нижний сосед» Маргариты Николай Иванович, превратившийся в борова, и управдом Никанор Иванович. Все эти персонажи, как сказано в эпилоге, стали после общения с «нечистой силой» болезненно реагировать на полнолуние (Босой, к примеру, из-за тягостных воспоминаний «напился до ужаса» в «компании только с полной луной»).

## В кинематографе и на сцене
Среди первых экранизаций по мотивам романа Булгакова исследователи называют работу финского режиссёра Сеппо Валлина в рамках телевизионного проекта «Театральные моменты» («Teatterituokio») — «Пилат» (1970), полнометражный фильм югославского режиссёра Александра Петровича «Мастер и Маргарита» (1972), совместный (Польша-ФРГ) телефильм Анджея Вайды «Пилат и другие. Фильм на Страстную пятницу» (1972) и польский мини-сериал режиссёра Мацея Войтышко (1989). Все эти работы, по мнению исследователя Натальи Шимоновой, выражали социальные настроения творческой интеллигенции тех стран, где они были созданы. Некоторые экранизации строились не на полном тексте романа, а на отдельных главах; зачастую кинопроизведения отстранялись от советских реалий, запечатлённых в оригинале.
В фильмах Сеппо Валлина и Анджея Вайды «московские главы» полностью отсутствовали. Александр Петрович также исключил Босого из картины. В фильме Мацея Войтышко, имевшем успех и у зрителей и у критиков, роли Никанора Ивановича Босого и Понтия Пилата исполнил один актёр — Збигнев Запасевич. Две российские версии романа были представлены зрителям последовательно в 2005 и 2011 годах. В десятисерийном фильме Владимира Бортко роль Никанора Ивановича исполнил Валерий Золотухин, а в вышедшей на экран двухчасовой версии Юрия Кары — Леонид Куравлёв.
В первой советской театральной постановке «Мастера и Маргариты» (Театр на Таганке, режиссёр Юрий Любимов, 1977 год) Никанора Ивановича Босого играл Семён Фарада.

## Образ Босого в кинематографе и театре
| Название           | Страна | Год  | Режиссёр        | В роли Босого     | Примечания |
| ------------------ | ------ | ---- | --------------- | ----------------- | ---------- |
| Мастер и Маргарита | СССР   | 1977 | Юрий Любимов    | Семён Фарада      | спектакль  |
| Мастер и Маргарита | Польша | 1988 | Мацей Войтышко  | Ян Тесаж          |            |
| Мастер и Маргарита | Россия | 1994 | Юрий Кара       | Леонид Куравлёв   |            |
| Мастер и Маргарита | Россия | 2005 | Владимир Бортко | Валерий Золотухин | телесериал |
| Мастер и Маргарита | Россия | 2024 | Михаил Локшин   | Денис Пьянов      |            |